# Сремский фронт
Сре́мский фронт (нем. Syrmienfront, хорв. Srijemski front, серб. Сремски фронт) — укреплённый оборонительный рубеж вермахта и хорватских вооружённых сил, действовавший в Среме и части Восточной Славонии во время Второй мировой войны в период с 23 октября 1944 года по 13 апреля 1945 года.
Сремский фронт был образован группой армий «Ф» после понесённого ею поражения в Сербии для того, чтобы обеспечить вывод немецких войск из Греции, Албании и Южной Югославии на территорию Хорватии (НГХ) и не допустить продвижения Красной армии и Народно-освободительной армии Югославии (НОАЮ) к Осиеку и Загребу. Сремский фронт находился на стыке немецких групп армий «Юг» и «Ф» и защищал южный фланг германских армий на Восточном фронте, а также связывал Восточный и Итальянский театры военных действий. Сремскому фронту отводилась ключевая роль в системе обороны группы армий «Ф».
Термин «Сремский фронт» был принят как немецким, так и югославским командованием. Для НОАЮ Сремский фронт был частью общеюгославского фронта, а также стратегического фронта антигитлеровской коалиции.
Военные действия на Сремском фронте длились 172 дня и были самыми продолжительными и кровавыми за всё время Народно-освободительной войны в Югославии. В боевых действиях на фронте в разное время участвовали части 2-й танковой армии и разбитой армейской группы «Сербия», 68-го армейского корпуса, корпусной группы «Кюблер», а затем немецко-усташско-домобранские войска 34-го армейского корпуса. Им в разные периоды противостояли 1-й Пролетарский корпус (с 1 января 1945 года — 1-я армия), соединения и части 12-го Воеводинского корпуса и 3-й армии НОАЮ, 68-й стрелковый корпус 3-го Украинского фронта, дивизии 1-й Болгарской армии, бригады Сремской оперативной зоны Главного штаба Народно-освободительной армии и партизанских отрядов (НОАиПО) Воеводины, Авиагруппа генерал-майора Витрука, Итальянская партизанская бригада «Италия» и ряд других воинских формирований.
Сражения на Сремском фронте завершились прорывом немецко-усташско-домобранской обороны 12—13 апреля 1945 года и продвижением войск Югославской армии к Загребу, Словении и австрийской границе.
История Сремского фронта является одной из тем, на которых в Сербии строится культура воспоминаний о событиях Второй мировой войны в Югославии.

## Стратегическое значение Срема
Срем — это географический регион между реками Дунай и Сава, простирающийся от Белграда на востоке до линии, пролегающей на западе с севера на юг от Вуковара до устья Босны. Местность состоит из аллювиальных равнин на левом берегу Савы и лёссовых формаций на правом берегу Дуная со средней высотой 80—120 метров. Единственная гора региона Фрушка-Гора расположена в северной части области. Через территорию Срема пролегают важные линии коммуникаций, ведущие из Белграда в направлении Славонски-Брода и Загреба. Из-за наличия этих коммуникаций Срем рассматривался в качестве важного направления для наступательных операций НОАЮ и Красной армии после освобождения Белграда. Особое место Срем занимал в немецких военных планах до конца 1944 года в связи с начавшимся 3 октября 1944 года отходом сил группы армий «Е» из Греции. Эта группировка была подчинена главнокомандующему на Юго-Востоке и насчитывала 350 тысяч человек. После пресечения маршрута отступления немцев через Скопье, Ниш и Белград отход группы армий «Е» вёлся долинами Ибара и Западной Моравы по направлению Скопье — Косовска-Митровица — Кралево — Чачак — Ужице — Вишеград, а также через Санджак по направлению Рашка — Нови-Пазар — Приеполе — Вишеград. Из Вишеграда путь проходил на Сараево и далее по долине Босны в Славонски-Брод. Защищая линию коммуникации Белград — Славонски-Брод — Загреб, немецкая линия обороны в Среме обеспечивала сохранение путей отхода группы армий «Е» на территорию Хорватии. Поступающие из Греции воинские части задействовались в дальнейшем в Баранье, на Сремском фронте, в Венгрии и Восточной Боснии.

## Предыстория
После разгрома немецкой армейской группы «Сербия» в ходе Белградской операции оборону восточных рубежей Срема и в целом Хорватии обеспечивала 2-я танковая армия группы армий «Ф». Слом германского фронта в Сербии привёл к утрате армией соединения с южным флангом группы армий «Юг» и создал угрозу потери сопряжения с войсками группы армий «Е». При этом последние пребывали в горах Средних Балкан, растянувшись от Греции до долин Ибара и Дрины. В этой обстановке командующий армией генерал артиллерии Максимилиан де Ангелис рассматривал в качестве главной угрозы для немецких сил на Юго-Востоке действия Красной армии (РККА) на речных равнинах Дуная, Савы и Дравы. Поэтому первоочередной задачей армии были создание новой линии обороны в Среме и установление соединения её левого фланга с правым флангом группы армий «Юг».
20 октября 1944 года войска 4-го механизированного и 75-го стрелкового корпусов 3-го Украинского фронта совместно с частями 1-й армейской группы НОАЮ освободили столицу Югославии город Белград. Потеря немцами Белграда и разгром корпусной группы «Штеттнер» (окружённой южнее города) открыла советским и югославским войскам путь на запад и создала угрозу флангового обхода немецких позиций на Дунае и Саве. В связи с этим командование группы армий «Ф» опасалось последующего удара советских моторизованных частей на Сремска-Митровицу, что отрезало бы немецкие войска в Среме и на Тисе от сил группы армий. Чтобы избежать такого развития событий, штаб 2-й танковой армии планировал отвести свои части из Восточного Срема на запад на более выгодную хордовую позицию в Среме и Славонии, опирающуюся своими флангами на реки Сава и Дунай. Эта позиция, названая «линией Нибелунгов», пролегала по участкам рек Дрина и Босут и далее восточнее города Шид до Дуная у Опатоваца. Чтобы выиграть время для укрепления «линии Нибелунгов», план отхода войск предусматривал последовательную оборону на шести промежуточных рубежах.
Угроза ожидаемого немцами удара советской мотопехоты на Сремска-Митровицу не подтверждалась планами командования РККА, так как после освобождения Белграда и нанесения поражения группировке немецких войск в Сербии 3-й Украинский фронт был ориентирован Генеральным штабом на перегруппировку основных сил с белградского на северо-западное направление, вывод 57-й армии в район Сомбора и последующее наступление на запад долиной реки Драва с вклиниванием между германскими группами армий «Юг» и «Ф».
Тем временем после освобождения Белграда подразделения НОАЮ и 3-го Украинского фронта продолжили наступление в Среме, Бачке и Сербии к югу от Савы и Дуная. 20 октября были взяты Врбас, Кула, Бачка-Паланка, Рача-Крагуевачка. 21 октября — Сомбор и самый большой город Шумадии — Крагуевац. 22 октября — Земун, Стара-Пазова, Инджия, Тител, Оджаци и Книч. 23 октября были освобождены Нови-Сад, Петроварадин, Сремски-Карловци и Шабац. 24 октября — Апатин. Тем самым войска Красной армии и НОАЮ вышли к Дунаю на всём протяжении от югославско-венгерской границы на севере до Бачка-Паланки и Илока на юге.
Далее 3-й Украинский фронт начал переброску своих основных сил на север. В то же время 12-й Воеводинский корпус, переправившийся в течение 22 октября через Саву, совместно с 6-й Ликской пролетарской дивизией, бригадами Сремской оперативной зоны Главного штаба НОАиПО Воеводины и рядом советских артиллерийских и пехотных частей 64-го стрелкового корпуса начали 23 октября бои на Сремском фронте и 24 октября вышли на линию Шатринци — Путинци — Добринци — Буджяновци напротив первого немецкого оборонительного рубежа, так называемой «коричневой линии».

## Сремский фронт в период с 23 октября по 30 ноября 1944 года

### Цель создания фронта и его значение
Создание фронта в Среме преследовало цель предотвратить продвижение советских и югославских войск на запад, а также обеспечить отход 350-тысячной группы армий «Е» из Греции. Сремский фронт находился на стыке немецких групп армий «Юг» и «Ф» и защищал южный фланг германских армий на Восточном фронте, а также связывал его через югославскую территорию с Итальянским театром военных действий. Сремскому фронту отводилось ключевое значение в системе обороны группы армий «Ф».
Как отмечает историк Никола Тошич Малешевич, созданные немцами укреплённые рубежи между Савой и Дунаем стали называть в начале ноября 1944 года Сремским фронтом. Термин «Сремский фронт» был принят как немецким, так и югославским командованием. Для НОАЮ Сремский фронт был частью общеюгославского фронта, а также стратегического фронта антигитлеровской коалиции.

### Формирование и стабилизация фронта
После поражения в битве за Белград германские войска в Среме избежали окружения. По заключению историка Клауса Шмидера, «русские и партизаны» медленно преследовали немцев. В действиях советских войск южнее Савы немецкая сторона не выявляла намерений наступать силами расположенных в районе Белграда частей в направлении Дрины или ударить ими в тыл германских войск в Среме. В этих условиях командование 2-й танковой армии, ответственное за организацию обороны в Среме, успело собрать остатки многочисленных подразделений армейской группы «Сербия» и в короткое время создать новый фронт на линии Дунай — Сава. 25 октября главнокомандующему на Юго-Востоке стало ясно, что 3-й Украинский фронт перемещает 4-й гвардейский механизированный корпус на север. Это указывало на то, что основной советский удар будет нанесён не в Среме, а в Венгрии.
Строительство первых оборонительных рубежей в Среме началось 24 сентября 1944 года по приказу командующего 2-й танковой армией генерала артиллерии Максимилиана де Ангелиса. При планировании и строительстве опорных пунктов задействовались инженерные части 2-й танковой армии, фольксдойче и сербское гражданское население. Всего было подготовлено семь линий обороны, составивших единую Сремскую укреплённую зону (сербохорв. Sremska utvrđena zona / Сремска утврђена зона). Каждая линия имела своё условное название. Они располагались с востока на запад в следующем порядке: коричневая, зелёная, жёлтая, чёрная, красная, Нибелунгов и снова зелёная линия. В некоторых сёлах между реками Босут и Сава были построены отдельные опорные пункты. Глубина обороны достигала 100 км. Система обороны включала сплошные окопы, ходы сообщения, наблюдательные пункты, деревоземляные бункеры, пулемётные гнезда с пристрелянными секторами огня, а также минные заграждения.
Пока Срем был тылом, дислоцированные здесь воинские формирования подчинялись коменданту 582-го армейского тылового района (нем. Kommandant des rückwärtigen Armeegebiets 582) и включали три полицейских добровольческих полка СС, один полк охраны тыла, 7 дивизионов ПВО, полк транспортной охраны и ряд других немецких и хорватских охранных и жандармских подразделений. Для обеспечения вывода войск из Восточного Срема и организации обороны на новой линии фронта группа армий «Ф» отдала 19 октября 1944 года приказ штабу 2-й танковой армии сформировать командование 68-го армейского корпуса в составе высвободившихся после Белграда органов управления корпусной группы Шнеккенбургера и прибывших из Греции сотрудников штаба 68-го армейского корпуса, а также дивизионный штаб особого назначения «Штефан» (нем. Divisionsstab z. b. V. (Stephan)). 23 октября штаб «Штефан» передал командование воинскими частями Срема новосозданной дивизионной группе «Бёттхер», а сам сосредоточился на выполнении задач защиты линий коммуникаций от партизан. Дивизионная группа «Бёттхер» насчитывала около 15 тысяч человек и подразделялась на 5 боевых групп (БГ). Её штаб размещался в Руме. Группа «Бёттхер» заняла первую, «коричневую линию» Добринци — Путинци — Шатринци — Крушедол и должна была задержать части НОАЮ, наступающие на направлении от Земуна до Румы. Начатые группой работы по созданию укреплений не позволила завершить быстроменяющаяся военная обстановка. Успели только вырыть окопы напротив населённых пунктов. Первым cильнo yкpeплённым оборонительным рубежом была «зелёная линия». Самым защищённым рубежом — «линия Нибелунгов».
Создание нового фронта в Среме происходило в условиях острой нехватки войск. Согласно донесению об обстановке на 20 октября 1944 года, для целей формирования нового фронта имелось не более «5—6 измотанных боями батальонов, усиленных отдельными батареями». 21 октября их дополнили части боевой группы под командованием 117-й егерской дивизии, пробившиеся в Шабац. Эта группа численностью 12 тысяч человек вырвалась из окружения без тяжёлого оружия. 23 октября её первые подразделения начали занимать участок обороны на Дрине. Здесь дивизия получила тяжёлые вооружения и технику ставшей ненадёжной мусульманской дивизии СС «Ханджар». В это же время 1-я горнопехотная дивизия заняла позиции на Дрине на участке от устья реки до Зворника. Тогда же начали выходить на назначенные оборонительные позиции между устьем Дрины и Дунаем возле Вуковара немецкие войска, отступающие из Восточного Срема. Дивизия «Бранденбург», оборонявшаяся на Тисе, была выведена 22 октября на южный берег Дуная и затем переместилась в район Осиека, чтобы обеспечить стык с частями группы армий «Юг» в Венгрии.
Тем временем наскоро сформированная дивизионная группа «Бёттхер» и приданные ей усташско-домобранские и полицейские части общей численностью около 25 тысяч человек готовились к обороне первого рубежа Сремской укреплённой зоны — «коричневой линии». На «зелёной линии» укреплялись основные силы немцев. Штурмовать эти рубежи предстояло югославским 11-й, 16-й и 36-й дивизиям, а также бригадам Сремской оперативной зоны. 11-ю и 16-ю дивизии усиливали советские артиллерийский дивизион и дивизион гвардейских реактивных миномётов. 36-ю дивизию поддерживали стрелковый батальон 236-й стрелковой дивизии и артиллерийская группа в составе артиллерийского полка и дивизиона «Катюш». Атаки югославов начались 25 октября в 12 часов после краткой артиллерийской подготовки по немецким позициям на «коричневой» и «зелёной линиях». К концу дня 3-я Воеводинская бригада 36-й дивизии и батальон красноармейцев освободили Ириг, а 9-я Воеводинская бригада Сремской оперативной зоны — Язак. На направлении Румы бригады 16-й дивизии, преодолев сопротивление и отразив контратаки немцев, заняли Путинци и Добринци. 26 октября 11-я Краинская дивизия овладела населёнными пунктами Хртковци и Ярак, а 9-я Воеводинская бригада, во взаимодействии с подразделениями 3-й Воеводинской бригады, — Врдником. В середине того же дня бригады 16-й дивизии пошли на штурм сильного узла немецкой обороны на «зелёной линии» в городе Рума. Атаки, сопровождавшиеся потерями, длились до темноты, после чего были временно прекращены. Утром штурм продолжился и к 10 часам город был взят. 11-я Краинская дивизия, в свою очередь, освободила Шашинци. Однако и немцы не мирились с продвижением югославов. В тот же день они предприняли контратаку на левом фланге дивизионной группы «Бёттхер» и отбили Врдник, Язак и Гргуревци, вынудив 36-ю дивизию временно остановиться.
27 октября немецкое командование расформировало штаб армейской группы «Сербия», а руководство войсками в Среме, на Дрине и Дунае перешло к штабу 68-го армейского корпуса. В это время вверенные корпусу части занимали «жёлтую линию», основным узлом обороны которой была Сремска-Митровица. Город удерживали части немецких 117-й и 118-й егерских и 1-й горнопехотной дивизий, а также сильные части усташей. 28 октября 1944 года Гитлер приказал главнокомандующему на Юго-Востоке рассматривать «линию Нибелунгов» как вторую позицию и обеспечить оборону Срема к востоку от неё. В этот же день 11-я Краинская дивизия прямо с марша начала штурм Сремска-Митровицы с востока и северо-востока. Артиллерийская поддержка советских частей эффекта не имела из-за неразведанности целей. Атакующие попадали под сильный немецкий огонь и несли потери. К обеду 3-й батальон 5-й Краинской бригады прорвался в центр города, но был окружён немцами и пробивался из кольца на север в рукопашном бою. Не сумев овладеть городом, краинцы держали его в блокаде до 30 октября, когда их сменила 16-я Воеводинская дивизия. Днём ранее, 29 октября 1944 года, 2-я танковая армия получила приказ считать в качестве последнего рубежа «красную линию». «Жёлтую» линию, а также расположенную западнее «чёрную линию», надлежало удерживать до последней возможности. В дополнение к этому 30 октября 2-я танковая армия получила указание по возможности не отводить линию фронта за Сремска-Митровицу и удерживать рубеж Сремска-Митровица — Велики-Радинци — Бешеново — Ремета. Штурм Сремска-Митровицы, предпринятый 16-й Воеводинской дивизией в ночь с 30 на 31 октября, немцы отразили. Следующий штурм начался с наступлением сумерек 31 октября. Ожесточённые атаки 1-й и 4-й Воеводинских бригад доходили до рукопашных схваток. К полудню 1 ноября город был взят югославскими войсками. В тот же день на правом фланге наступления 36-я Воеводинская дивизия овладела населёнными пунктами Бешеново и Шулям, а 6-я Ликская дивизия заняла Велики-Радинци. После этого немецкие части отступили на четвёртую, «чёрную линию».
Наступление партизанских войск сопровождалось изменением командной и организационной структуры войск НОАЮ. 1 ноября 1944 года была расформирована Сремская оперативная зона, а её 7-ю и 8-ю бригады включили в состав создаваемой 51-й Воеводинской дивизии. 9-ю Воеводинскую бригаду передислоцировали в Нови-Сад, а 10-я пополнила 36-ю Воеводинскую дивизию. 11-я Воеводинская бригада совершила переход в Бачку и заняла позиции на левом берегу Дуная от Богоева до Бачка-Паланки.
Отступив из Сремска-Митровицы, дивизионная группа «Бёттхер» заняла четвёртую, «чёрную линию» Лачарак — Чалма — Дивош — Джипша — Нештин. Здесь её расформировали, а личный состав включили в 118-ю егерскую дивизию. Удержаться немцам на «чёрной линии» не удалось. В последующие дни в период со 2 по 10 ноября 1944 года части 12-го Воеводинского и 1-го Пролетарского корпусов, действующие при поддержке советской артиллерии и Авиагруппы генерал-майора Витрука, в результате ожесточённых боёв, чередующихся атак и контратак с большими потерями вытеснили немцев на пятую, «красную линию». Этот рубеж немецким войскам было приказано защищать любой ценой.

### Период затишья на Сремском фронте
В результате 15-дневного наступления в период с 23 октября по 10 ноября 1944 года войска 1-го Пролетарского и 12-го Воеводинского корпусов преодолели ожесточённое сопротивление немцев на четырёх рубежах обороны глубиной около 50 км. Пробивать оборону немцев партизанам в большинстве приходилось в рукопашных боях, со значительными потерями с обеих сторон. Личный состав югославских корпусов был измотан. Силы бойцов истощили усталость, холод при плохой одежде, недоедание. Обстановку того времени передаёт донесение штаба 6-й Ликской пролетарской дивизии: «Вся 6-я дивизия и основная часть 21-й дивизии находятся в чистом поле, без крыши над головой. Люди плохо обучены. В двадцать первой были случаи смерти от переохлаждения. В шестой ещё хуже». Положение противоборствующих сторон осложнялось постоянными дождями, грязью и холодом. В этих условиях после выхода югославских войск на немецкий оборонительный рубеж «красной линии» активность противников ограничилась разведкой и локальными столкновениями второстепенного значения. На Сремском фронте установилось относительное затишье. Началась окопная война на пропитанной проливными дождями и мокрым снегом равнине, отчего траншеи заполнялись водой иногда выше колена, а простуды, воспаления и другие болезни были не менее опасны, чем пули противника.
Используя затишье, югославское командование осуществило переформирование войск. После двадцатидневных непрерывных боёв 12-й Воеводинский корпус отвели 11 ноября на отдых в Бачку и позднее через Батину на Дравский фронт. На Сремском фронте остался 1-й Пролетарский корпус в составе 6-й Ликской пролетарской, 11-й Краинской и 21-й Сербской дивизий. Всего около 20 тысяч человек. 1-я Пролетарская и 5-я Краинская дивизии 1-го корпуса пребывали в это время в Земуне и Белграде, где пополнялись новобранцами и осуществляли перевооружение советским оружием.
12 ноября 1944 года ответственность за оборону немецкого Сремского фронта приняла новосформированная корпусная группа «Кюблер» в составе 1-й горнопехотной дивизии и частей 117-й егерской дивизии (обороняли участок от Зворника до Биелины), 118-й егерской дивизии (участок от села Мартинци до Илока и вверх по Дунаю до Сотина), дивизионной группы «Штефан» (участок на реке Драве от устья до Дони-Михоляца), полицейских формирований охранного района «Юг» (обеспечивающих тыл группы «Кюблер» в районе Винковци — Джяково), а также усташско-домобранских воинских частей
. 23 ноября 1944 года главнокомандующий на Юго-Востоке фельдмаршал Максимилиан фон Вейхс подчинил корпусную группу «Кюблер» штабу группы армий «Е».

## Подготовка к прорыву Сремского фронта
Тем временем в ноябре 1944 года основные события на Юго-Востоке происходили в Южной Венгрии. К началу наступления войск 3-го Украинского фронта в районе Батины и Апатина его левый фланг смыкался с правым флангом НОАЮ на Сремском фронте. В этой связи для советского командования было важным продолжение активных действий югославов в междуречье Дравы и Савы. С учётом этого Ставка Верховного Главнокомандования поручила командующему 3-м Украинским фронтом маршалу Ф. И. Толбухину договориться с югославским командованием о взаимодействии.
Советское наступление в Южной Венгрии вынудило немецкое командование отвести часть войск со Сремского фронта в Баранью, поэтому ВШ НОАЮ был заинтересован в использовании ослабленного положения немцев для освобождения Срема и Славонии. Верховный штаб НОАЮ пришёл к выводу, что настал удобный момент для прорыва Сремского фронта, овладения важными узлами немецкой обороны — городами Винковци и Осиек — и соединения с войсками 6-го и 10-го корпусов, действующих в Славонии и Подравине. Эти намерения также отвечали стремлениям советской стороны оттеснить на запад немецкие позиции на Дунае и открыть снабжение войск 3-го Украинского фронта по этой реке. В период с 17 по 20 ноября маршал Ф. И. Толбухин побывал в Белграде и Софии, где согласовал взаимодействие с югославскими и болгарскими войсками. В частности, югославская сторона обязалась наступать вдоль реки Сава в общем направлении на Загреб и до начала действий болгарской армии выделить армейский корпус, чтобы обеспечить левый фланг 57-й армии в Баранье. Советское командование обещало до окончательного ухода последних частей Красной армии с югославских земель поддержать предстоящее наступление на Сремском фронте силами 68-го стрелкового корпуса 3-го Украинского фронта, 1-го гвардейского укрепрайона и Дунайской военной флотилии. Начало наступления было назначено на 3 декабря 1944 года.
К концу ноября 1944 года в результате победы советских и югославских войск в Батинской битве части 12-го Воеводинского корпуса заняли позиции на реке Драва и создали Дравский фронт. Этот новый фронт, простиравшийся от Вировитицы до устья Дравы, Сремский фронт — от Дуная до Савы, а также Дринский фронт — от Зворника на Дрине до её впадения в Саву, составляли в военно-стратегическом плане единое целое.
План наступления на Сремском фронте предусматривал нанесение удара частями 68-го стрелкового корпуса по правому берегу Дуная в направлении Илок — Сотин — Вуковар — Осиек. 1-й Пролетарский корпус должен был действовать фронтально, наступая главными силами на направлении Ердевик — Шид — Винковци — Джяково — Нашице и во взаимодействии с частями 68-го стрелкового корпуса овладеть городом Осиек. Кроме 1-го Пролетарского корпуса, Верховный штаб НОАЮ привлекал к операции войска главных штабов Народно-освободительной армии и партизанских отрядов (НОАиПО) Воеводины и Хорватии, отводя им задачу ведения боевых действий в тылу и на Дравском фронте. Главному штабу НОАиПО Воеводины было поручено действовать тремя дивизиями (16-я, 36-я и 51-я) на Дунае и Драве, направляя удар в тыл и фланг немецких частей на Сремском фронте. 6-му Славонскому корпусу Главного штаба НОАиПО Хорватии отводилась задача действовать в Восточной Славонии в непосредственном тылу у немцев, помогая югославским и советским войскам Сремского фронта в их продвижении в глубь территории противника.

## Декабрьские наступления 1944 года
Накануне декабрьского наступления на Сремский фронт были переброшены 1-я Пролетарская и 5-я Краинская дивизии. Вместе с ними в наступлении участвовали 11-я Краинская и 21-я Сербская дивизии. 6-ю Ликскую пролетарскую дивизию отвели в тыл на отдых. 68-й стрелковый корпус задействовал в операции прорыва 52-ю и 223-ю стрелковые дивизии (сд).
Пятую, «красную линию» удерживала 118-я егерская дивизия в составе около 20 тысяч человек. Её позиции защищали минные поля с десятком тысяч мин и заграждения из колючей проволоки. Советско-югославское наступление началось 3 декабря с артиллерийской подготовки. В 10 часов в атаку на фронте от Илока до Мартинци шириной около 30 км пошли 11 бригад 1-й, 11-й и 21-й дивизий 1-го Пролетарского корпуса и 52-я стрелковая дивизия 68-го стрелкового корпуса.
В первый день не удалось достичь успеха. Большая часть атакующих советских и югославских подразделений, за исключением 8-й Черногорской бригады, не продвинулась дальше минных полей. Потери в подразделениях были высокими. Многие бойцы погибли на минах. Утром 4 декабря смешанный советско-югославский отряд форсировал Дунай между Опатовацем и Мохово и образовал плацдарм шириной 3 и глубиной 2 км. Опатовацкий десант отвлёк на себя часть немецких сил и облегчил задачу частей, наступающих с фронта. 52-я сд перешла в атаку и к полудню 4 декабря взяла город Илок, а 1-я Пролетарская и 11-я Краинская дивизии овладели Ердевиком. Это сломило немецкую оборону на «красной линии», и корпусная группа «Кюблер» получила приказ отступить на «линию Нибелунгов». С утра 5 декабря части 1-го Пролетарского корпуса и 52-й стрелковой дивизии начали преследовать отходящего противника. Советско-югославский десант выбил немцев из Опатоваца, а 1-я Пролетарская дивизия вышла к линии Новак-Бапска — Беркасово — Шид. 11-я Краинская к концу дня приблизилась к Шиду. На правом фланге немцы оставили Мартинци и Кузмин. Этим воспользовались бригады 21-й Сербской дивизии и заняли к концу 5 декабря Адашевци, Морович, Вишничево и Сремска-Рачу.
Достигнув к концу 5 декабря «линии Нибелунгов», шесть бригад 1-й Пролетарской и 11-й Краинской дивизий в тот же день овладели после трёхчасового штурма городом Шид. Таким образом, за первые три дня наступления войска 1-го Пролетарского и 68-го стрелкового корпусов отбили у противника первую полосу укреплений «линии Нибелунгов» и пробились на линию Опатовац — восточнее Ловаса — Шид — Адашевци — Морович — Вишничево — Сремска-Рача. Несмотря на то, что целостность немецкой обороны была нарушена, главнокомандующий на Юго-Востоке фельдмаршал Вейхс снова приказал 5 декабря генералу Кюблеру удержать «линию Нибелунгов» и не допустить отступления на «зелёную линию». Приказание гласило: «Приказом командующего Юго-Востока обращаю ваше внимание на то, что „линия Нибелунгов“ должна удерживаться безоговорочно. О выходе на „зелёную линию“ не может быть и речи». Однако бригады 1-й Пролетарской дивизии и батальон 5-й Краинской бригады вечером 6 декабря перешли в атаку на ключевой опорный пункт немцев в Товарнике и после непрерывного ночного боя с большими потерями обеих сторон утром 7 декабря овладели городом. Со взятием Товарника немцы были вынуждены отступить на последний рубеж «зелёной линии», пролегавшей от Сотина через Берак и Оролик к Отоку. 7 декабря 1-й Пролетарский и 68-й стрелковый корпуса начали штурм «зелёной линии». В этот же день в бой был введён второй эшелон 68-го стрелкового корпуса — 223-я стрелковая дивизия.
Атаки 52-й стрелковой дивизии и 3-й Воеводинской бригады у Сотина немцы отразили. Тогда командующий 3-м Украинским фронтом маршал Толбухин приказал командиру 68-го стрелкового корпуса подготовить во взаимодействии с 1-м Пролетарским корпусом и Главным штабом НОАиПО Воеводины и высадить в тылу немцев десант с целью отвлечения сил противника и облегчения задачи прорыва фронта на направлении Сотин — Вуковар. Однако эта операция к успеху не привела. Около 2000 десантников (по другим данным, 2327 человек) из состава 5-й Воеводинской бригады, советских 305-го отдельного батальона морской пехоты и 8-го отдельного гвардейского пулемётно-артиллерийского батальона высадились ночью с 7 на 8 декабря около Вуковара и захватили узкий плацдарм на правом берегу Дуная. На его ликвидацию противник направил значительные силы. Завязались непрерывные бои, переходящие в рукопашные схватки. К полудню 9 декабря ситуация стала критической. В то же время прорвать немецкую оборону с фронта и деблокировать десант не удалось. Понеся большие потери, в ночь с 9 на 10 декабря остатки десанта вынуждены были отступить на левый берег Дуная.
12 декабря 1944 года командование немецко-усташско-домобранскими войсками на Сремском, Дравском и Дринском фронтах принял 34-й армейский корпус группы армий «Е».
14 декабря девять бригад 1-го Пролетарского корпуса и два полка 52-й стрелковой дивизии РККА предприняли после 40-минутной артиллерийской подготовки новый штурм «зелёной линии», но все атаки в этот и на следующий день были немцами отражены. 15 декабря наступление было прекращено.
Вскоре после этого немцы провели перегруппирование войск. 118-ю дивизию заменила 117-я егерская. Смена состава соединений произошла и на советско-югославской стороне. 68-й корпус по приказу маршала Ф. И. Толбухина убыл до 24 декабря в Венгрию, а вместо него позиции на фронте заняли 3-я и 8-я дивизии 1-й Болгарской армии. После перегруппировки сил 1-й Пролетарский корпус и болгарские дивизии перешли 22 декабря в новое наступление. Несмотря на ожесточённый характер атак, хорошо укреплённые немецкие позиции югославам и болгарам прорвать не удалось. 28 декабря безуспешный штурм немецкой обороны был прекращён. После этого в конце декабря 1944 года — начале января 1945 года болгарские дивизии передали свои позиции частям 1-го Пролетарского корпуса и были отправлены в Венгрию. Весь Сремский фронт от Савы до Дуная теперь удерживал 1-й Пролетарский корпус при поддержке советской артиллерии.

## Фронт в январе — марте 1945 года
1 января 1945 года приказом Верховного главнокомандующего НОАЮ маршала И. Броза Тито на Сремском фронте была сформирована 1-я армия в составе 1-й Пролетарской, 6-й Ликской пролетарской, 5-й и 11-й Краинских и 21-й Сербской дивизий, а также 1-й кавалерийской бригады общей численностью около 55 тысяч человек.
Югославская 1-я армия, расположенная в Среме в пределах досягаемости железной дороги Брчко — Винковци — Осиек, угрожала переброске немецких частей из Восточной Боснии на Сремский и Дравский фронты и в Венгрию. Немецкое командование стремилось передвинуть фронт как можно дальше на восток в сторону Шида. Первый контрудар был проведён 3 января 1945 года против левого фланга югославской 1-й армии в направлении Оток — Комлетинци — Ниемци. Боевые группы «Бюргермейстер» и 7-й горнопехотной дивизии СС, поддерживаемые танками и артиллерией, захватили врасплох 21-ю Сербскую дивизию, занимавшую фронт длиной около 10 км. Немецкая мотопехота и танки быстро охватили югославскую дивизию с флангов и вынудили её отступать с боем к мосту на реке Босут. Переправиться через мост вся дивизия не смогла. Часть людей переходила реку по тонкому льду, не выдерживающему нагрузку, и погибла в воде, а часть была захвачена в плен. Потери дивизии за 3 января составили 182 человека убитыми, 308 человек ранеными и 315 пропавшими без вести. После перехода через Босут 21-ю дивизию сразу отвели в тыл на отдых и переформирование, а в бой вступили 1-я Пролетарская, 5-я Краинская и 6-й Ликская пролетарская дивизии. Их контратаки южнее Оролика и к западу от Комлетинци до Босутских лесов замедлили продвижение противника, тем не менее югославы оставили сёла Комлетинци, Ниемци и Подградже. После этого части 1-го Пролетарского корпуса заняли позиции вдоль левого берега Босута. 4 января немцы не продолжили наступление. Фронт стабилизировался, и стороны приступили к его фортификационному укреплению.
В середине января 1945 года последние части группы армий «Е» вышли на территорию Хорватии, а вскоре немецкие войска предприняли сильное контрнаступление в период 17—21 января в направлении Сотин — Товарник — Шид в рамках операции под условным названием «Зимняя буря». По плану основные силы бронетанковых и механизированных подразделений наносили удар вдоль дороги Сотин — Товарник. Затем ударом с фронта и тыла предстояло окружить и уничтожить войска 1-й армии в районе Шидски-Бановци — Илача — Товарник и овладеть позициями на «линии Нибелунгов». В операции участвовали 7-я горнопехотная дивизия СС, 117-я егерская и 41-я пехотная дивизии, а также боевая группа «Бюргермейстер». Им на направлении немецкого наступления противостояли три югославские дивизии. Остальные соединения 1-й армии располагались в резерве. К началу наступления из-за низких температур и глубокого снега на югославских позициях находились только дежурные подразделения, а другие пребывали в укрытиях, землянках и в сёлах.
17 января 1945 года в 4:30 утра части 34-го армейского корпуса перешли в наступление по всему фронту. К полудню немецкие танки заняли Ловас и глубоко вклинились в расположение югославской 1-й армии. Ожесточённо сопротивляясь, югославские дивизии отходили под натиском немцев к Шиду. 1-й Пролетарской и 6-й Ликской пролетарской дивизиям удавалось сдерживать прорывы противника, однако на правом фланге ситуация становилась всё более угрожающей. С рассветом по вклинившимся немецким частям начала наносить удары авиация генерал-майора Витрука. Подоспевшая 21-я Сербская дивизия контратаками у Мохова и Шаренграда замедлила продвижение немцев. Однако эти меры не переломили обстановку. В 17:30 немецкие танки вошли в Товарник. Этим были отрезаны пути отхода для большей части 5-й Краинской и 1-й Пролетарской дивизий. Чтобы помочь этим соединениям вывести свои войска южнее Товарника, штаб 1-й армии приказал 11-й Краинской дивизии любой ценой овладеть городом. Вернуть Товарник не удалось, но благодаря контратакам 5-й Краинской и 1-й Югославской бригад отрезанные части вышли в направлении Беркасова и Новак-Бапской. Учитывая ситуацию на фронте, из резерва Верховного штаба была вызвана 2-я Пролетарская дивизия.
Тем временем сражение продолжалось. Части 1-й армии, избегая охвата противником и неся потери, отошли на линию Шаренград — Новак-Бапска — Беркасово — Шид — Илинци — Градина. После этого немцы, сосредоточив силы против 1-й Пролетарской дивизии, овладели Шидом. Бои за город, переходящие в рукопашные схватки, были для пролетарцев одними из самых тяжёлых со времени формирования. После взятия Шида, Беркасова и Новак-Бапской немцы остановили 21 января дальнейшее продвижение из-за понесённых больших потерь. Вечером 22 января югославские войска перешли в контрнаступление по всему фронту от Дуная до Босута силами 1-й и 2-й Пролетарских, 6-й Ликской пролетарской, 5-й и 11-й Краинских и 21-й Сербской дивизий. После двух дней ожесточённых боёв немцы были принуждены отвести свои войска из Шида, Беркасова и Новак-Бапской. Отбить утраченные населённые пункты Ловас, Товарник и Илинци не удалось. Итогом операции «Зимняя буря» стало овладение немцами линией восточнее Мохово — Товарник — Илинци — Апшевци — Липовац, которую можно было защищать меньшими силами, так как левый фланг обороны упирался в Дунай, а правый — в реку Сава. 24 января обе противостоящие стороны перешли к обороне.
После немецких январских наступлений на Сремском фронте велась позиционная борьба. И немцы, и югославы активно укрепляли свои оборонительные позиции. Используя оперативную паузу, части 1-й Югославской армии проводили занятия по военной подготовке личного состава. В январе было осуществлено перевооружение 21-й Сербской дивизии советским оружием, в марте — 11-й Краинской дивизии. Всего в 1-й армии советским вооружением были оснащены 5 дивизий (кроме перечисленных, 1-я Пролетарская и 5-я Краинская дивизии заменили трофейное оружие на советское в ноябре 1944 года, 6-я Ликская дивизия — в декабре 1944 года).
Пока в январе шли ожесточённые бои на Сремском фронте, 3-я армия вместе с 6-м Славонским и 10-м Загребским корпусами связывала противника на Вировитицком плацдарме. В свою очередь, в феврале войска групп армий «Ф» и «Е» восстановили в ходе операции «Оборотень» сплошную линию фронта на Драве и провели антипартизанскую операцию «Папук» для стабилизации тыла перед операцией «Лесной дьявол», проводившейся в рамках стратегического наступления в Венгрии. Чтобы скрыть приготовление к наступлению в Венгрии и отвлечь силы югославской 1-й армии, немцы в начале марта осуществили акцию дезинформирования противника о концентрации своих войск в районе Борово — Вуковар с целью форсирования Дуная и продвижения к Нови-Саду и Сомбору.
В конце февраля 1945 года югославские войска на Сремском фронте посетил Верховный главнокомандующий союзными войсками на Средиземном море британский фельдмаршал Харольд Александер.
28 марта 1945 года югославская 2-я армия развернула наступление на Сараево. Натиск 7 югославских дивизий вынудил Главную ставку Гитлера предоставить 30 марта командованию немецкого 21-го горного армейского корпуса свободу в принятии решения об эвакуации Сараева — второго по величине города НГХ. С учётом этого, а также советского наступления в Австрии, географических условий для дальнейшей долговременной обороны северной части Хорватии больше не было. 31 марта последовало указание Верховного командования вермахта не только оставить Сараево, но и до 20 апреля отвести войска группы армий «Е» на линию: район Бихача — река Уна — Бьеловар — фронт 2-й танковой армии в Венгрии. Это решение явилось запоздалым, так как в Белграде на совещаниях Тито с командующими армиями 26 февраля — 2 марта, а также 25—27 марта были приняты решения и планы проведения завершающих операций по освобождению Югославии, в том числе о прорыве Сремского фронта.

## Сремская операция — прорыв Сремского фронта

### Политические аспекты выбора ГШ НОАЮ главного направления удара
На Сремском фронте югославское командование сосредоточило большую часть своих сил. Направление для дальнейшего наступления на запад из Срема через Славонию и до Загреба оценивалось Генеральным штабом Югославской армии (ЮА) в качестве наиболее благоприятного как из-за географии местности (в основном равнины и невысокие холмы), так и наличия удобных линий коммуникаций. Однако, выбор югославским руководством главного направления наступления, кроме военных соображений, учитывал политический аспект предстоящей кампании. В течение первых месяцев 1945 года немцы ещё оказывали упорное сопротивление югославским войскам во внутренних районах страны и вдоль Адриатического побережья. В то же время командование группы армий «Е» тайно прощупывало возможность постепенного вывода войск из страны, взамен на обещание оставить югославам всю тяжёлую технику. В то же время югославская сторона настаивала на немедленной и безоговорочной капитуляции. Она не желала позволить немцам уйти безнаказанными после четырёх лет жестокой оккупации. Кроме того, капитуляция немецкой группы армий неизмеримо подняла бы авторитет нового югославского правительства внутри страны и за рубежом. Тайные переговоры не привели к результатам, но показали, что командование группы армий «Е» не против идеи превратиться в подходящий момент в ядро будущей армии независимой Австрии. В этой связи югославское руководство опасалось, что, если ЮА не атакует противника, то мощная группа армий «Е» будет сохранять свои позиции в стране как можно дольше, а затем либо сдастся вместе с контролируемой ею территорией западным союзникам, либо даже станет их вспомогательной силой.
Эта обеспокоенность Тито дополнялась скоростью англо-американского наступления в Италии в контексте кризиса вокруг Юлийской Крайны и города Триест. Как пишет историк Гай Трифкович, британцы и американцы были полны решимости оставить этот регион за Италией в соответствии с положениями Рапалльского договора 1920 года. Однако новое югославское правительство во многом было обязано своей популярностью в народе обещанию присоединить к Югославии земли, где хорваты и словенцы составляли большинство населения, и, естественно, стремилось его выполнить. Напряжённость усугубилась британской интервенцией в Грецию в октябре 1944 года и их предварительными планами высадки в Истрии. К тому же, Тито и его окружение были обеспокоены большой концентрацией квислинговских сил в западных югославских областях, державшихся исключительно благодаря немецкому присутствию в стране. Эти силы были хотя и неоднородны, но едины в своём «яростном антикоммунизме» и надеялись перейти на сторону западных союзников в самый момент капитуляции Германии, предоставив для них готовый плацдарм в случае, если трения с югославскими коммунистическими влястями перерастут в полномасштабную войну. Без наступления в Среме в конце марта 1945 года Генштаб ЮА мало что мог предпринять для противодействия этим потенциальным угрозам, так как нельзя было ожидать, что югославская 4-я армия с её 40—50 тысячами солдат, расположенная в пределах досягаемости от границы, была способна самостоятельно прорвать немецкую оборону в регионе, разбить квислинговские силы и четников и овладеть северо-западной границей в полном составе. К тому же, тяжёлое вооружение, боеприпасы и основное материальное обеспечение для 4-й армии поступали от западных союзников и в случае обострения отношений могли прекратиться в любой момент. Слабыми были и партизанские отряды Словении, не представлявшие серьёзного сдерживающего фактора для возможного вмешательства из-за рубежа. В этих условиях единственным способом пресечь потенциальную «Вандею» в зародыше и придать реальный вес югославским притязаниям на Юлийскую Крайну было как можно скорее выйти к западным границам большей частью войск, связанных в Среме. Этого можно было достичь только путём немедленного наступления на немецкую укреплённую линию между Дунаем и Савой, несмотря на то, что подготовка была далека от завершения. В этой связи, по заключению Гая Трифковича, «победа над ненавистным, но уважаемым врагом в запланированном сражении стала чем-то вроде навязчивой идеи для югославов или, по крайней мере, для их политического и военного руководства». Как допускает историк, «Тито, вероятно, также думал о битве с точки зрения положения партии в Советском Союзе. Сталин однажды упрекнул его за плохие действия НОАЮ и невыгодно сравнил её с болгарской армией — то, к чему югославские коммунисты были очень чувствительны, учитывая их давнюю враждебность к болгарам».

### Положение и силы сторон

#### Характеристика немецкой обороны на Сремском фронте в апреле 1945 года
Весь период со дня перехода в оборону 23 января и до 12 апреля 1945 года немцы занимались фортификационными работами на «линии Нибелунгов». Передний край обороны пролегал восточнее Мохова, Ловаса, Товарника и Илинци до изгиба реки Босут около Градины. Далее он пересекал Босут и охватывал с юга Батровци и Липовац. Система укреплений включала непрерывные траншеи, окопы и ходы сообщения. Первую полосу обороны составляли 3—4 ряда траншей, бетонные и деревоземляные бункеры. Вокруг населённых пунктов траншеи были вырыты для круговой обороны. Дополнительные препятствия составляли каналы. На всём протяжении от Дуная до Босута и Спачвы передняя линия была защищена минными полями. Вторую полосу составляла «зелёная линия», оборудованная между Дунаем и Спачвой. В глубину полоса простиралась до линии Вуковар — Стари- и Нови-Янковци — Привлака — Оток — Спачванские леса.
Кроме этих двух полос, были оборудованы ещё два оборонительных рубежа: так называемые Винковцевские позиции на линии Вуковар — Винковци — Раковци — Церна — Градиште — Жупаня. Далее в глубине располагались Джяковские позиции, пролегавшие по линии Валпово — Джяково — Стриживойна — Врполе — Яруге. Позиции на «линии Нибелунгов» были полностью заняты войсками. Оставшиеся три рубежа были оборудованы в виде системы опорных пунктов и частично заняты войсками.

#### Немецко-усташско-домобранские войска
C декабря 1944 года командование всеми войсками на Сремском, Дравском и Дринском фронтах, составляющих в стратегическом смысле единое целое, возлагалось на штаб 34-го армейского корпуса. По состоянию на начало апреля 1945 года, в состав корпуса входили следующие немецкие, усташско-домобранские и коллаборационистские воинские части, занимающие на линии от Дони-Михоляца до района Брчко такие позиции:
- 11-я авиаполевая дивизия, усиленная 606-м полком охраны, двумя полицейскими батальонами, сапёрным батальоном и полком усташской милиции «Баранья». Дивизия дислоцировалась от Дони-Михоляца до села Даль[серб.] и защищала левый фланг фронта. В случае отступления должна была отойти на рубеж Валпово — Джяково;
- боевая группа «Шнайдер» в составе 86-го полка охраны, итальянского артиллерийского дивизиона «Сани» и полка усташской милиции «Вука» располагалась по правому берегу Дуная от Даля до Вуковара;
- 41-я пехотная дивизия, усиленная 963-й крепостной бригадой «Клоц», БГ «Пфлум», 843-м северокавказским батальоном, 845-м германо-арабским пехотным батальоном и двумя батальонами усташей, защищала фронт от Дуная до реки Спачва (правый приток Босута);
- 22-я пехотная дивизия совместно с 12-й и подразделениями 3-й усташско-домобранской дивизий, пятью батальонами усташской милиции, подразделениями Маевицкого и Требавского корпусов четников, а также частями Русского охранного корпуса обороняли фронт между Спачвой и Савой и в районе Биелины, Брчко, Градачаца, Модричи и Босански-Шамаца;
- 3-я усташско-домобранская дивизия, 13-я усташская бригада, 576-й батальон охраны, 5-й егерский домобранский полк и полк усташской милиции «Посавье» пребывали в глубине обороны на линии Винковци — Жупаня. В городе Винковци дислоцировались 475-й зенитный дивизион и 1-я батарея 804-го зенитного дивизиона;
- дивизионная группа «Штефан»[К 11], домобранский 8-й егерский полк, 2-я усташская бригада и 594-й противотанковый дивизион занимали третий рубеж обороны на линии Сатница-Джяковачка[серб.] — Джяково — Стриживойна[серб.] — Врполе[серб.] — река Сава[87][88][89][90].

34-й армейский корпус насчитывал, по состоянию на начало апреля, около 100 тысяч человек (по другим данным, около 120 тысяч человек) и около 700 артиллерийских орудий. Его штаб находился в Нуштаре.

#### Югославские войска
Югославская 1-я армия в начале апреля 1945 года состояла из 10 пехотных дивизий и к предстоящей наступательной операции организационно была поделена на две оперативные группы — северную и южную. Северную оперативную группу составляли 1-я Пролетарская дивизия, 21-я и 22-я Сербские дивизии, 42-я и 48-я Македонские дивизии, 2-я танковая и инженерная бригада. Южная оперативная группа, в свою очередь, подразделялась на Босутскую оперативную группу дивизий, куда были включены 6-я Ликская пролетерская дивизия «Никола Тесла», 11-я Краинская дивизия и 1-я кавалерийская бригада, и Боснийскую оперативную группу дивизий в составе 2-й Пролетарской, 5-й Краинской и 17-й Восточно-Боснийской дивизий и одного танкового батальона 2-й танковой бригады. Общая численность 1-й армии составляла 111 078 человек, 355 артиллерийских орудий, 1152 миномёта, 55 танков Т-34, 52 742 винтовки и 4993 пулемёта.
Северная группа дивизий концентрировалась в районе Шаренград — Шид — Ердевик — Илок;
Южная группа имела два района концентрации. Боснийская оперативная группа дивизий сосредоточивалась в районе Зворник — Яня — Биелина, а Босутская: Батровци — Морович. Штаб 1-й армии располагался в селе Ердевик.

### Замысел операции
25—27 марта 1945 года на совещании Верховного главнокомандующего Югославской армией с командующими 1-й, 2-й и 3-й армий был разработан план проведения Сремско-Славонской операции. Его главная идея заключалась в сломе немецкой обороны в Среме комбинированным манёвром с охватом и обходом позиций противника с флангов и тыла в сочетании с прорывом Сремской укреплённой зоны. Согласно замыслу, Боснийская и Босутская оперативные группы дивизий должны были перейти в наступление в начале апреля ещё до начала операции прорыва Сремской укреплённой зоны и подготовить условия для последующего охвата противника в районе Винковцев. Для этого им надлежало продвинуться во фланг и тыл немецкой обороны из Семберии через реку Сава и в междуречье Савы и Босута на менее защищённом участке немецкого фронта в секторе Морович — Сремска-Рача — Яня — Корай — Челич — Сребреник — Грачаница. Такой манёвр должен был отвлечь силы немцев с основного участка обороны и облегчить задачу прорыва Сремской укреплённой зоны. Только после реализации намеченного манёвра планировалось начать общее наступление и нанести частями Северной оперативной группы дивизий удар с фронта по Сремской укреплённой зоне, а также, форсировав Дунай, Драву и Саву, охватить противника с флангов и тыла соединениями Южной оперативной группы дивизий и 3-й армии, затем сомкнуть окружение в районе Винковцев и уничтожить немецко-усташско-домобранские войска. Во время проведения операции южный фланг 1-й армии обеспечивала 2-я армия.
Детальный план Сремско-Славонской операции был доведён командованию армий двумя директивами генерального штаба от 9 апреля 1945 года. Начать прорыв Сремского фронта предстояло 12 апреля. Согласно плану, Северная оперативная группа дивизий наступала через Сремскую укреплённую зону в направлении городов Вуковар и Винковци. Босутская оперативная группа дивизий должна была наступать на направлении Морович — Врбаня — Жупаня на соединение с Боснийской группой. Боснийской оперативной группе дивизий предназначалось форсировать Саву в районе Брчко не позже ночи с 11 на 12 апреля и, соединившись с Босутской группой, наступать на Винковци для соединения с частями 3-й армии с целью отсечения и уничтожения сил противника в Среме.
Одновременно с началом наступления 1-й армии в Среме 3-я армия (41 000 человек, 175 орудий и 441 миномёт) из Бараньи форсировала основными силами Драву в районе Осиека и Валпово, а меньшими — Дунай у села Даль с задачей перерезать линию коммуникации Осиек — Нашице и освободить город Осиек. Дальнейшие действия армии зависели от развития ситуации на Сремском фронте. Если бы 1-я армия не прорвала Сремскую укреплённую зону, тогда 3-я армия должна была развивать наступление на юг для нанесения удара в тыл немецкой обороны и уничтожения войск противника в районе города Винковци. В случае успешного прорыва 3-й армии надлежало наступать в Подравине на направлении Нашице — Подравска-Слатина — Копривница — Вараждин. При этом 6-й Славонский корпус должен был взаимодействовать с 3-й армией при освобождении города Нашице.

### Прорыв фронта
Первый подготовительный этап Сремско-Славонской операции проводился соединениями Южной оперативной группы 1-й армии в период с 3 по 11 апреля 1945 года. 3 апреля после полуночи Боснийская оперативная группа атаковала противника в Семберии на направлении Биелина — Брчко. 4 апреля наступление развернула Босутская оперативная группа. В течение семидневных ожесточённых боёв Южная группа преодолела упорное немецкое сопротивление в условиях тяжёлой местности и овладела районом Врбаня — Брчко — Орашье, обеспечив себе возможность для форсирования Савы. К утру 12 апреля 5-я и 17-я дивизии полностью переправились на левый берег реки, соединились с Босутской группой и продолжили продвижение в направлении Гуня — Жупаня и Гуня — Винковци.
В канун наступления главных сил 1-й армии в ночь с 11 на 12 апреля 5-я бригада 21-й Сербской дивизии форсировала Дунай у Опатоваца при поддержке катеров Дунайской военной флотилии, захватила плацдарм и перерезала линию коммуникации Опатовац — Сотин.
Прорыв Сремской укреплённой зоны между реками Дунай и Босут частями Северной оперативной группы начался 12 апреля в 4:45 утра с сильной 15-минутной артиллерийской подготовки. В 5 часов в атаку на позиции немцев пошла югославская пехота. Главный удар на участке шириной около 6 км наносился 1-й Пролетарской и 21-й Сербской дивизиями, усиленными танковым батальоном 2-й танковой бригады. Вспомогательный удар на фронте шириной около 24 км исполнялся 42-й Македонской и 22-й Сербской дивизиями. В первом эшелоне на направлении населённых пунктов Мохово, Ловас, Товарник и Илинци наступали 1-я Пролетарская, 21-я Сербская и 42-я Македонская дивизии. На левом фланге, форсировав ночью с 11 на 12 апреля Босут, 22-я дивизия заняла плацдарм северо-западнее села Батровци с задачей содействовать 42-й дивизии в продвижении через Ниемци и Оток на Привлаку. 48-я Македонская дивизия составляла резерв группы. В 7:30 и 7:45 утра первые 10-минутные удары по немецким позициям нанесли соответственно штурмовые и истребительные части Авиагруппы генерал-майора Витрука. После слома переднего края в бой были введены танки Т-34 2-й танковой бригады. 1-я Пролетарская дивизия при поддержке 1-го танкового батальона к концу дня прорвала немецкую оборону на глубину около 30 км и освободила Мохово, Опатовац, Сотин, Вуковар и в конце первого дня прорвалась на линию Вуковар — Богдановци — Мартинци.
21-я Сербская дивизия наступала тремя эшелонами, в которых бригады следовали одна за другой. Передовая 4-я Сербская бригада пробила брешь в обороне немцев. Затем в прорыв пошла 31-я Сербская бригада и 3-й танковый батальон, а за ними в дивизионном резерве последовала 14-я Македонская бригада 48-й дивизии. Преодолевая оборону противника, 21-я Сербская дивизия до конца дня освободила Ловас, Миклушевци, Негославци, Томпоевци и Чаковци и пробилась на линию Негославци — Свиняревци.
22-я Сербская дивизия после форсирования Босута вела в течение дня тяжёлые бои с частями 41-й пехотной дивизии на плацдарме у села Батровци и у Липоваца и, неся потери, не имела продвижения 12 апреля. 42-я Македонская дивизия наступала на фронте шириной 14 км при поддержке одного артиллерийского дивизиона. Уже днём она взяла Товарник и Илинци. Ввод в бой резервной 48-й Македонской дивизии обеспечил прорыв фронта. В целом первый день наступления принёс успех, превысивший ожидания. Понёсшие значительные потери части немецкого 34-го армейского корпуса отступили в ночь на 13 апреля на Винковцевские позиции, которые планировали упорно оборонять. Однако 21-я Сербская и 48-я Македонская дивизии при поддержке танков прорвали немецкую оборону и 13 апреля около 17 часов 30 минут освободили город Винковци. Вечером того же дня командующий группой армий «Е» приказал войскам 34-го армейского корпуса отвести войска из района Винковцев, Жупани и Осиека на линию Валпово — Джяково — Врполе — Яруге. В ночь с 13 на 14 апреля части Южной оперативной группы, действовавшие с 12 апреля на узком пространстве болотистой местности между Савой и Врбаней и лишённые свободы манёвра, медленно преодолевая сопротивление противника, освободили Жупаню, Градиште и Церну. Взятие войсками 1-й армии городов Винковци и Жупаня завершило прорыв Сремского фронта на всю его глубину и открыло путь для продвижения к Славонски-Броду и далее на Загреб. Наряду с этим 3-я армия за время с 12 по 14 апреля форсировала Драву и Дунай, прорвала оборону противника на правом берегу этих рек от Валпова до Даля и овладела районом Осиека. Этим был сорван план командования 34-го армейского корпуса занять линию обороны на линии Валпово — Джяково. Таким образом, многомесячная борьба на Сремском фронте закончилась победой Югославской армии. Немецко-усташско-домобранским войскам был нанесён тяжёлый урон, хотя цели окружения и уничтожения сремской группировки противника достичь не удалось из-за задержек при форсировании Дравы и Савы войсками 3-й армии и Южной оперативной группы, а также отсутствия у югославов моторизованных частей, что замедляло их продвижение.

## Последующие события
После прорыва Сремской укреплённой зоны и овладения городом Винковци командование 1-й армии пришло к выводу, что большая часть сил противника на Сремском фронте была уничтожена, а оставшиеся части 34-го корпуса не смогут оказать серьёзного сопротивления вплоть до Славонски-Брода. В значительной степени поэтому 1-я армия не использовала сразу брешь в оперативном построении противника к северу от Джякова, возникшую в результате прорыва фронта и вследствие действий с тыла 6-го Славонского корпуса. Вместе с тем штаб 1-й армии сосредоточил усилия на самом сильно защищённом немцами направлении Джяково — Славонски-Брод. Это решение привело к неожиданному для югославов развитию обстановки, потере времени, темпов действий и большим людским жертвам.
Югославское наступление на Сремском фронте началось ранее ожидаемого немцами срока и опередило на 4 дня планы командования группы армий «Е» по организованному отходу на запад войск из Срема и Восточной Славонии. Это сделало невозможным намечаемое немцами планомерное занятие новой линии обороны Славонски-Брод — Осиек. Быстрое продвижение югославов и утрата важного Винковцевского оборонительного узла создали угрозу пресечения путей отхода войск 21-го горного армейского корпуса из Боснии через город Славонски-Брод. Поэтому после 12 апреля 1945 года, по определению историка Карла Хниликки, основные усилия группы армий «Е» были направлены на борьбу за «освобождение немецких войск из „боснийского мешка“» и оборону позиций восточнее Славонски-Брода до времени, пока части 21-го корпуса не переправятся из долины Босны на левый берег Савы.
В условиях цепкой немецкой подвижной обороны и отсутствия у югославов моторизованных частей 1-я армия не смогла обеспечить охват противника с флангов и его уничтожение. К тому же после освобождения города Винковци 2-я танковая бригада из-за нехватки горюче-смазочных материалов вынуждена была остановиться и только частично вступила в бой в районе Плетерницы. Движущиеся пешком дивизии 1-й армии не успевали преследовать неприятеля, беспрепятственно отступающего с одной линии обороны на другую. Бригады 1-й армии всякий раз на новом рубеже встречали сильное сопротивление противника и несли большие потери. Упорной обороной направления Винковци — Славонски-Брод 34-му армейскому корпусу удалось задержать 1-ю армию почти на семь дней и обеспечить необходимое время для выхода 21-го армейского корпуса из долины Босны. Овладеть Славонски-Бродом частям 1-й армии удалось только 20 апреля. Прибывающие части 21-го корпуса значительно усилили войска группы армий «Е» на Савском направлении и тем самым затруднили дальнейшее продвижение 1-й армии в направлении Загреба, вынуждая её постоянно организовывать новые атаки, требовавшие времени и последовательной траты сил.

## Итоги и оценки
По заключению историка Драголюба Тмушича, по интенсивности, взаимным потерям и длительности (172 дня) военные действия на Сремском фронте были самыми тяжёлыми за всё время Народно-освободительной войны в Югославии. Тмушич отмечает чрезвычайную ожесточённость боёв, а также тот факт, что в очень сложных условиях фронтальной войны технически лучше оснащённым немецким войскам противостояли подразделения НОАЮ, состоящие в значительной части из неопытных новобранцев.
Югославско-немецкое длительное противостояние на Сремском фронте завершилось его прорывом Югославской армией, что создало условия для её решающего наступления на запад к Загребу и Словении и в конечном итоге привело к освобождению всей территории Югославии от немецких оккупантов и ликвидации НГХ.
Операция по прорыву Сремской укреплённой зоны была проведена по классическим принципам Второй мировой войны, применявшимся на советско-германском фронте. Историк Гай Трифкович пишет, что прорыв был задуман как большое сражение на уничтожение противника в советском стиле, «испытание на зрелость» новой регулярной Югославской армии. Хотя сильно укреплённая немецкая линия обороны была прорвана в первый день, «слабая координация действий и отсутствие у югославов современной техники» позволили противнику избежать окружения.
Вместе с тем, по заключению историка Бранко Петрановича, прорвать линию Сремского фронта было невозможно, пока он защищал фланг немецкой обороны в Венгрии. Только после победы Красной Армии под Будапештом и успешного наступления на Вену в начале апреля 1945 года последовал прорыв Сремского фронта.
Согласно заключению историка Клауса Шмидера, необходимость прорыва Сремского фронта в то время, когда советские войска были уже около Вены и Берлина, можно считать «по крайней мере сомнительной» со стратегической точки зрения. Вместе с тем, по мнению историка, мотивы принятия этого решения становятся понятными, если учесть опасения Тито, что «его внутренние югославские противники могут всё ещё найти способ в последнюю минуту заручиться поддержкой западных союзников и, таким образом, воспретить ему установить полный контроль над всей территорией бывшего Королевства Югославия, к которому он стремился с 1941 года».
За весь период боевых действий немецко-усташско-домобранские войска потеряли, по имеющимся оценкам, убитыми около 30 000 человек. Число погибших бойцов НОАЮ (Югославская армия (ЮА) с 1 марта 1945 года) точно не установлено и, по разным данным, составляет от 10 000—15 000 человек до 30 000 человек. Список жертв боёв на Сремском фронте дополняют 1100 убитых советских солдат, 630 болгарских и 163 итальянских солдата.
Причиной высоких людских жертв и длительности противостояния историк Гай Трифкович считает тот факт, что НОАЮ/ЮА впервые вела полностью регулярную военную кампанию того типа, в котором преуспевал её противник. Историк пишет, что «по крайней мере до апреля 1945 года и Советы, и немцы справедливо сомневались в способности югославов самостоятельно удерживать часть фронта, не говоря уже о достижении какого-либо решающего успеха в наступлении». НОАЮ была сильна в партизанской (нерегулярной) тактике, однако в Среме недавним партизанам пришлось столкнуться с противником лицом к лицу. В этих условиях хотя и состоящая из разнородных частей, но умело руководимая группировка немецких боевых групп, сражавшихся на укреплённых оборонительных позициях, оказалась более чем достойным соперником для неопытных и недостаточно оснащённых сил Югославской армии. При этом югославские соединения в значительной мере состояли из недавно мобилизованной молодёжи из освобождённых районов страны, не прошедшей военную подготовку и потому массово погибавшей в условиях, к которым она не была готова.
Анализируя действия и причины высоких потерь НОАЮ/ЮА, Гай Трифкович отмечает, что «в начале единственной тактикой, которую можно было разумно ожидать от этих войск, был стремительный рывок по нейтральной полосе, чтобы подавить защитников численным превосходством». Однако под огнём противника неопытные югославские солдаты сбивались в кучу и становились «удобной мишенью для пулемётов и миномётов». Широко применяемые немцами для обороны своих рубежей мины были особенно страшным оружием, поскольку югославы, «будь то призывник или ветеран», не видели ранее, чтобы они применялись в таких масштабах. В отсутствие специализированного оборудования некоторые югославские подразделения импровизировали и гнали перед собой стада крупного рогатого скота, надеясь таким образом расчистить путь через минные поля. В боях на Сремском фронте среди югославов проявилась «танкобоязнь», поскольку большинство солдат впервые столкнулись с бронетехникой на открытом пространстве, а у югославских войск не доставало ни опыта ни подготовки, чтобы эффективно противостоять массовому использованию немцами бронетехники в их атаках в январе 1945 года. Историк пишет, что «потери могли бы быть ниже, если бы у югославов были хотя бы каски». Однако о них, похоже, никто не подумал, когда запрашивали военную помощь у советской стороны. Как следствие людям пришлось выдерживать артиллерийские обстрелы, имея для защиты головы только форменную «пилотку-титовку». Однако «самая большая проблема НОАЮ заключалась в том, что потребовалось много времени, прежде чем она поняла важность окапывания». И в этом случае, так же как с касками, недоставало лопат, а один высокопоставленный офицер позже откровенно признался, что «мы не были особенно заинтересованы в них». Окапывание широко считалось немужественным и не подобающим солдату. В этой связи некоторые воеводинские партизаны поначалу не могли понять, почему солдаты якобы «героической» Красной армии так настойчиво рыли окопы. Историк приводит случай, когда партизанское подразделение атаковало опорный пункт противника в Среме, потому что «мужчины не могли больше оставаться в заполненных водой траншеях». Потребовались много потерь и длительная пропагандистская кампания под девизом «больше пота — меньше крови», пока и офицеры и солдаты, наконец, признали необходимость надлежащего окапывания. В итоге, к апрелю 1945 года югославская 1-я армия вырыла около 600 километров траншей в своей зоне ответственности
Офицерский корпус НОАЮ/ЮА имел ограниченные знания о регулярных операциях. Для понимания кадровой проблемы Гай Трифкович приводит примеры биографий ведущих командиров по обе стороны Сремского фронта накануне немецкого контрнаступления в начале января 1945 года. Так, командир немецкого 34-го армейского корпуса, а также двое из трёх его командиров дивизий были ветеранами Первой мировой войны. Третий пребывал на службе с 1939 года и дослужился до генерала. Все они имели по крайней мере один год опыта руководства своими соединениями. Иной была ситуация в НОАЮ. Командующий югославской 1-й армией Пеко Дапчевич имел звание лейтенанта в Испанской республиканской армии. Из числа пяти командиров дивизий 1-й армии двое были младшими офицерами Югославской королевской армии, один — унтер-офицером, а двое — простыми рядовыми. Никто из них, за исключением Дапчевича, не имел опыта управления соединениями численностью более 5000 человек до ноября 1944 года. Проблема квалифицированных командных кадров в НОАЮ/ЮА ещё больше усугублялась чрезвычайно высокими показателями потерь среди офицеров и сержантов из-за склонности вести своих людей в бой с оружием в руках.
Ещё одной проблемой НОАЮ/ЮА в условиях фронтальной войны была неэффективная разведка, из-за чего югославы в значительной степени действовали «в темноте» относительно намерений и диспозиций противника. Так, 1-й Пролетарский корпус не имел разведывательных данных о силе «жёлтой линии», что привело к тяжёлым потерям в боях за Сремска-Митровицу в конце октября и начале ноября 1944 года. Накануне декабрьского наступления обнаружилось, что расстояние до окопов противника было не менее чем в пять раз больше, чем первоначально сообщала разведка. Внезапное немецкое наступление на Оток 3 января 1945 года не смогло побудить 1-ю армию уделять больше внимания передвижениям войск противника. В результате Тито отправился на фронт 16 января, не ведая о надвигающейся опасности, которая обернулась наступлением 34-го армейского корпуса по всему фронту 17 января. Только 25 января 1945 года Верховный штаб издал инструкции о правильном выполнении разведывательных задач в условиях регулярной войны
Три югославские армии, задействованные в операциях на Сремском фронте, были оснащены оружием, предоставляемым СССР, западными союзниками и захваченным у войск стран «оси», что обусловило логистические проблемы. Советское оружие стало поступать сразу после освобождения Белграда, но потребовалось шесть месяцев, чтобы переоснастить все подразделения 1-й армии. Из-за плохой организации логистики подразделения неоднократно получали новое оружие за несколько дней до вступления в бой. Из-за этого у солдат не было времени научиться использовать его в полную силу. НОАЮ почти полностью зависела от своих союзников в поставках боеприпасов. Как пример, один батальон 3-й Воеводинской бригады получил приказ принять участие в высадке в Опатоваце в начале декабря 1944 года при том, что у сотни его бойцов было всего по девяносто патронов для итальянских винтовок. Когда боеприпасы закончились, солдаты запаниковали и бежали. Дефицит боеприпасов сохранялся до конца кампании на Сремском фронте. Короткая артподготовка перед штурмом Сремской укреплённой зоны утром 12 апреля 1945 года была вызвана не столько умыслом, сколько ограниченным запасом артиллерийских снарядов. Амбициозное намерение окружить на заключительном этапе весь немецкий 34-й армейский корпус явно не отвечало возможностям югославской армии. Как заключает Гай Трифкович, по сути, югославская армия попыталась провести операцию Второй мировой войны средствами и тактикой Первой мировой

## Память
8 мая 1988 года в СФРЮ возле села Адашевци был открыт мемориал «Сремский фронт» — последний в социалистической Югославии памятник в ознаменование народно-освободительной войны. С концом 70-х и 80-ми годами связаны и публикации писателей и историков, посвящённые сложной и противоречивой теме Сремского фронта.
Тема Сремского фронта отражена в культовом романе «Книга о Милутине» (1985 год) сербского писателя Данко Поповича, а также в его сборнике очерков и бесед «Время лжи» (серб. Vreme laži, 1990 год). Мотив Сремского фронта присутствует в песне Борисава Джорджевича «Прощай, Сербия» (серб. Zbogom Srbijo).
Проблематика Сремского фронта представляет одну из тем, на которых в Сербии строится культура воспоминаний о событиях Второй мировой войны в Югославии. В сербской новейшей историографии и журналистике тема Сремского фронта стала предметом дискуссий, в том числе и в политических целях. Основными вопросами полемики являются значение и целесообразность Сремского фронта в самом конце войны, когда был известен её исход, а также потребность в стольких жертвах для достижения победы над противником. Спор ведётся и вокруг числа потерь на Сремском фронте, так как, по мнению историка Предрага Ваягича, цифрами легче всего манипулировать в политических интересах.
События Сремского фронта интерпретируются в телевизионной документалистике и отражены в 22-й серии под названием «Май 1945» в цикле фильмов «Югославия в войне 1941—1945» (серб. Jugoslavija u ratu 1941–1945), произведённых в 1991—1992 годах Радио и телевидением Сербии (РТС). Авторами выпуска являются Божидар Николич (серб. Božidar Nikolić) и Божидар Жечевич (серб. Božidar Zečević). В фильме Николич заключает, что Сремский фронт был трагедией, в которой погибали юноши, не получившие военной подготовки, — целые классы из белградских гимназий и других мест Сербии.
О гибели сербской молодёжи на Сремском фронте рассказывается в телефильме «Большевистский эксперимент» (серб. Boljševički eksperiment) сериала РТС «Тито: красное и чёрное» (серб. Tito: Crveno i crno), созданном в 2007 году к 25-й годовщине смерти И. Броза Тито.

### Комментарии
1. ↑  Историк Гай Трифкович оценивает потери НОАЮ/ЮА на Сремском фронте минимум в 13 тысяч убитых[3].
2. ↑  Историки по-разному датируют период существования Сремского фронта. Согласно Младенко Цоличу и Драголюбу Тмушичу, военные действия здесь велись с 23 октября 1944 по 13 апреля 1945 года. Никола Тошич Малешевич связывает дату возникновения Сремского фронта со стабилизацией немецкой линии обороны в Среме 10 ноября 1944 года. Любивое Пайович, Душан Узелац и Милован Джелебджич указывают период с 21 октября 1944 по 14 апреля 1945 года[4][5][6][7].
3. ↑  Итальянская партизанская бригада «Италия» была сформирована 28 октября 1944 года в Белграде в составе 1-й Пролетарской дивизии и насчитывала 2283 человека перед отправкой на Сремский фронт 22 ноября 1944 года. Участвовала в боях вплоть до завершения войны, в том числе в прорыве Сремского фронта и наступлении на Загреб. В конце июня 1945 года была переименована в дивизию «Италия» и 2 июля отправлена на родину в составе около 5000 человек со всем вооружением. Расформирована в районе Удине 7 июля 1945 года[8].
4. ↑  Во время проведения Белградской операции Генеральный штаб, командующий 3-м Украинским фронтом и Верховный штаб (ВШ) НОАЮ рассматривали варианты дальнейших наступательных действий в Югославии. При этом учитывалось стремление немецкого главнокомандующего на Юго-Востоке вывести из Греции войска группы армий «Е». Чтобы не допустить этого, штаб фронта и ВШ НОАЮ предлагали нанести удар частью сил 57-й армии на направлении Чачак — Кралево и пресечь этот путь отхода войск противника. Для полного отсечения сил группы армий «Е» от войск группы армий «Ф» ВШ НОАЮ предлагал после этого направить на овладение городом Сараево силы 4-го гвардейского механизированного корпуса. Оба плана не осуществились, а предотвращение отступления немецких войск из Греции было возложено на НОАЮ и Болгарскую армию[17]. Директивой Ставки Верховного Главнокомандования от 18 октября 1944 года за № 220244 командующему 3-м Украинским фронтом был отдан приказ вывести один стрелковый корпус в составе трёх стрелковых дивизий на северный берег реки Дунай и не позднее 25—27 октября 1944 года занять силами этого корпуса оборону по Дунаю на участке Сомбор — Нови-Сад с целью прикрытия левого крыла войск 2-го Украинского фронта[18].
5. ↑  Освобождение Белграда открыло для НОАЮ и Красной армии возможность наступления через Срем в направлении города Винковци и Славонски-Брода и далее на Загреб. Это повергло бы немецкие войска на Юго-Востоке в тяжёлое положение и поставило под сомнение вывод 350-тысячной немецкой группы армий «Е» из Греции и Албании. На тот момент части группы армий «Е» были вынуждены отходить через Черногорию и Герцеговину долинами Ибара и Западной Моравы через Вышеград на Сараево и далее по долине Босны в Славонски-Брод. По оценке историка Драголюба Тмушича, без устойчивой обороны в Среме эта самая сильная немецкая группировка на Балканах вряд ли могла выполнить замысел Берлина по выводу своих войск в Венгрию[11].
6. ↑  Дивизионными штабами особого назначения (Divisionsstäben z. b. V.) назывались в вермахте штабы руководства дивизионного уровня без постоянно закреплённых воинских подразделений[31].
7. ↑  «Линия Нибелунгов» пролегала по линии Илинци — Товарник[укр.] — Мохово[укр.][4].
8. ↑  Корпусная группа «Кюблер» названа именем возглавившего её генерал-лейтенанта Йозефа Кюблера[нем.]. 12 декабря 1944 года группа расформирована, а её части вошли в состав 34-го армейского корпуса[45][46][47].
9. ↑  1 марта 1945 года НОАЮ была переименована в Югославскую армию, а Верховный штаб — в Генеральный штаб ЮА[81].
10. ↑  Квислинг/квислинги — термин (имя нарицательное), происходящий от имени норвежского политика В. А. Квислинга, синоним коллаборациониста, обозначающий лиц, сотрудничавших с немецкими и итальянскими оккупационными войсками во Второй мировой войне. Как правило, член правительства страны, сотрудничающей с оккупационной державой. Известными квислингами были: маршал Ф. Петен, Й. Антонеску, Йозеф Тисо, П. Лаваль, А. Павелич, М. Недич, Л. Рупник и др.[83].
11. ↑  В марте — начале апреля 1945 года дивизионная группа, также называемая дивизией особого назначения «Штефан», представляла собой тактическое соединение, состоявшее из 12—14 немецко-хорватских полицейских батальонов, оперативно подчинённых дивизионному штабу особого назначения во главе с генералом Рудольфом Гайгером и находившихся одновременно в организационно-служебном ведении командующего полиции порядка Хорватии генерала полиции Херберта Йильски[86][35].
12. ↑  Общие потери немецко-усташско-домобранских подразделений 34-го армейского корпуса на Сремском фронте в период с 3 по 13 апреля 1945 года составили 9520 человек убитыми, 3273 человека ранеными и 5247 — взятыми в плен. Согласно примечанию историка Пайовича, сведения об убитых и раненых объединяют фактические и оценочные данные. Число пленных является точным. За это же время потери 1-й армии составили 1713 человек убитыми, 5948 человек ранеными и 53 человека пропавших без вести[110].
13. ↑  Историк Л. Я. Гибианский пишет, что в январе 1945 года Павелич предлагал взаимодействие советской стороне и Тито. Верховный главнокомандующий НОАЮ информировал исполняющего обязанности руководителя советской миссии генерала Лотоцкого о полученном «через французов» (военную миссию Тито во Франции) сообщении с предложением Павелича «напасть на немецкие гарнизоны в Хорватии, если им поможет Красная Армия на Драве и силы НОАЮ в Славонии». Предложение объяснялось желанием сберечь хорватский народ. Павелич сообщал, что они «революционеры, славяне и антикапиталисты». В сообщении Тито выразил мнение «о целесообразности использовать 150-тысячную армию НГХ для борьбы против немцев, но не заключая никакого соглашения с Павеличем»[122]. В свою очередь, нарком иностранных дел СССР Молотов в шифротелеграмме от 17 января 1945 года сообщил Тито о поддержке предложения об использовании Павелича и его войск[123].
14. ↑  Как отмечает историк Бранко Петранович, командиры НОАЮ оспаривают сведения о 30 000 убитых югославских солдатах, утверждая, что погибло не более 10 000 человек[124].
15. ↑  Согласно Гаю Трифковичу, 38-я Восточно-Боснийская дивизия (2-я армия) только в январе 1945 года имела сорок убитых и более ста раненых офицеров и сержантов. 8-я Воеводинская бригада (3-я армия) потеряла 40% своего командного состава во время боев на Драве в середине марта 1945 года. 11-я Краинская дивизия (1-я армия) потеряла двух из четырех командиров бригад 7 апреля 1945 года[130].

### Книги
- Гибианский, Л. Я. Сталин, Тито, Павелич при завершении разгрома гитлеровской Германии и ее европейских сателлитов: документы, противоречащие голословным версиям // Вместе в столетии конфликтов. Россия и Сербия в XX веке / отв. ред. Никифоров К. В.. — М.: Институт славяноведения РАН Москва, 2016. — С. 256—278. — 401 с. — ISBN 978-5-7576-0370-4.
- Директива Ставки ВГК № 220244 Командующему войсками 3-го Украинского фронта о мерах по прикрытию левого крыла 2-го Украинского фронта // Русский архив: Великая Отечественная. Ставка ВГК: Документы и материалы 1944—1945. — М.: Терра, 1999. — Т. 16. — С. 160. — ISBN 5–300–01162–2.
- Дробязко С., Романько О., Семенов К. Иностранные формирования Третьего рейха. — М.: АСТ, 2011. — 832 с. — ISBN 978-5-17-070068-4.
- Штеменко, С. М. Генеральный штаб в годы войны. Освобождение Европы. — М.: Вече, 2014. — Т. 2. — 524 с. — ISBN 978-5-4444-2346-2.
- Anić, Nikola, Joksimović, Sekula, Gutić, Mirko. Narodno oslobodilačka vojska Jogoslavije. Pregled Razvoja Oruzanih Snaga Narodnooslobodilnackog pokreta 1941—1945 (сербохорв.) / Uroš KOSTIĆ. — Beograd: Vojnoistorijski institut, 1982. — 966 с.
- Colić, Mladenko. Pregled operacija na jugoslovenskom ratištu: 1941—1945 (сербохорв.). — Beograd: Vojnoistorijski Institut, 1988. — 493 с.
- Hnilicka, Karl. Das Ende auf dem Balkan 1944/45. Die militärische Räumung Jugoslaviens durch die deutsche Wehrmacht (нем.). — Göttingen • Zürich • Frankfurt: Musterschmidt, 1970. — 404 S.
- Lazarević, Božo. Vazduhoplovstvo u narodnooslobodilačkom ratu 1941-1945 (сербохорв.). — Beograd: Vojnoizdavački zavod, 1972. — 302 с.
- Pajović, Ljubivoje[словен.]; Uzelac, Dušan; Dželebdžić, Milovan. Sremski front: 1944—1945 (сербохорв.). — Beograd: Beogradski izdavačko-grafički zavod, 1979. — 422 с.
- Petranović, Branko. Narodnooslobodilački rat i revolucija 1941—1945. — Beograd: Nolit, 1988. — Т. 2.
- Schmider, Klaus[нем.]. Der jugoslawische Kriegsschauplatz als Eckpfeiler der südlichen Ostfront (Oktober 1944 bis Mai 1945) // Das Deutsche Reich und der Zweite Weltkrieg (нем.) / Frieser, Karl-Heinz[англ.]. Die Ostfront 1943/44 : Der Krieg im Osten und an den Nebenfronten. — Stuttgart: Deutsche Verlags-Anstalt, 2007. — Bd. 8. — S. 1009—1088. — ISBN 978-3-421-06235-2.
- Schmidt-Richberg, Erich. Der Endkampf auf dem Balkan: die Operationen der Heeresgruppe E von Griechenland bis zu den Alpen (нем.). — Heidelberg: K. Vowinckel, 1955. — 163 S.
- Tessin, Georg. Verbände und Truppen der Deutschen Wehrmacht und Waffen SS im Zweiten Weltkrieg 1939-1945 (нем.). — Osnabrück: Biblio Verlag, 1977. — Bd. 1. — 469 S. — ISBN 3-764-81170-6.
- Тмушић, Драгољуб. Сремски фронт 23. X 1944 — 13. IV 1945. (сербохорв.). — Нови Сад: Дневник, 1987. — 190 с.

### Статьи
- Малешевић, Никола Тошић. Сремски фронт — од формирања до пробоjа (серб.) // Воjно дело : журнал. — Београд: Министарство одбране Републике Србије, Универзитет одбране у Београду, 2016. — Т. 68, бр. 5. — С. 335—358. — ISSN 0042-8426. — doi:10.5937/vojdelo1605335T.
- Trifković, Gaj. Carnage in the Land of Three Rivers: The Syrmian Front 1944—1945 (англ.) // Militaergeschichtliche Zeitschrift : журнал. — 2016. — 20 Mai (vol. 75, no. 1). — P. 94—122. — ISSN 2193-2336.
- Vajagić, Predrag M. Kultura sećanja — Sremski front (серб.) // Vojno delo : журнал. — 2017. — Бр. 3. — С. 415—434. — ISSN 0042-8426.

### Веб-ресурсы
- Шкодунович, Николай Николаевич; Джелаухов Христофор Михайлович. В 6.30 8.12.44 г. под командованием командира 305 обмп был высажен десант. Донесение в штаб 3-го Украинского фронта от 16.12.1944 года. Память народа 1941—1945. МО РФ (1944). Дата обращения: 17 октября 2021.
- kvisling (хорв.). Hrvatska enciklopedija (mrežno izdanje). Leksikografski zavod Miroslav Krleža (2013. — 2024). Дата обращения: 28 августа 2024.
- Festungs-Brigade Clotz (нем.) (сайт). Lexikon der Wehrmacht. Дата обращения: 18 сентября 2021.
- Heeresgruppe E (нем.) (сайт). Lexikon der Wehrmacht. Дата обращения: 3 сентября 2021.
- Kommandant des rückwärtigen Armeegebiets 582 (нем.) (сайт). Lexikon der Wehrmacht. Дата обращения: 5 сентября 2021.
- Kovačević, Dragomir; Martocchia, Andrea. Il fronte dello Srem (Sremski Front) (итал.). Partigiani!. Дата обращения: 1 февраля 2021.
- Nikolić, Božidar (urednik:). Jugoslavija u ratu 1941—1945./(22/23) Maj (серб.). YouTube. RTS Kulturno-umetnički program — Zvanični kanal. Дата обращения: 16 октября 2021.
- Strika, Zoran. Na «Sremskom frontu» ništa novo: Zaboravljena istorija pobede (серб.). Portal 021. Radio 021 (2018). Дата обращения: 5 марта 2021.
- Stephan, Friedrich (нем.) (сайт). Lexikon der Wehrmacht. Дата обращения: 19 сентября 2021.
- Trifković, Gaj. Od «bandita» do „Jugoslovenske armije“: partizanski rat 1941—1945 (серб.) (сайт). YU Historija. Helsinski odbor za ljudska prava u Srbiji (2016). Дата обращения: 5 марта 2021.